# Диполд фон Меркенберг-Айхелберг
Диполд фон Меркенберг-Айхелберг (на немски: Diepold, Graf von Merkenberg-Aichelberg; † 7 март 1270) е граф на Меркенберг-Айхелберг в област Гьопинген в Баден-Вюртемберг. Произлиза от швабския род фон Берг на графовете на Берг-Шелклинген.

## Произход и наследство
Той е син на граф Енгино фон Айхелберг († 24 януари 1259). Внук е на граф Диполд фон Кьорш-Айхелберг († сл. 1228) и съпругата му фон Отерсванг, дъщеря на Манеголд фон Отерсванг. Правнук е на граф Диполд фон Кьорш († сл. 1220), син (вероятно незаконен) на граф Улрих I фон Берг († 1209), който е син на граф Диполд II фон Берг-Шелклинген († 1160/1165). Така той е братовчед на граф Хайнрих III фон Берг-Шелклинген († сл. 1241). Брат е на Улрих фон Меркенберг († сл. 1247).
Замъкът Меркенберг се намира при Найдлинген в Баден-Вюртемберг и вероятно е построен ок. 1200 г. от граф Егино фон Айхелберг. Споменат е за пръв път през 1247 г. с братята Диполд и Улрих фон Меркенберг. През 1150 и 1200 г. е построен замък на графовете фон Айхелберг. През 1330 г. замъкът и селото Айхелберг отиват на графовете фон Кирххайм. През 1334 г. собствеността на графовете фон Айхелберг е продадена на граф Улрих III фон Вюртемберг. Родът фон Айхелберг измира най-късно до 1500 г.

## Фамилия
Диполд фон Меркенберг-Айхелберг се жени за принцеса Анна фон Тек (* ок. 1240), дъщеря на херцог Конрад I фон Тек († 1248). По друг източник той се жени за Агнес фон Хелфеншайн († сл. 1296), внучка на граф Лудвиг I фон Шпитценберг († сл. 1200), дъщеря на Еберхард III фон Хелфенщайн († сл. 1229).
Диполд фон Меркенберг-Айхелберг има пет деца:
- Егино фон Айхелберг († сл. 25 юли 1278)
- Диполд фон Айхелберг († 1318/10 ноември 1334), женен за фон Рехберг († сл. 1303), дъщеря на Улрих II фон Рехберг († 1326)

- Улрих фон Айхелберг-Меркенберг († 1298/5 юли 1314)
- Удилхилд фон Меркенберг-Айхелберг († сл. 3 април 1305), омъжена пр. 15 юни 1282 г. за Фридрих I фон Цолерн-Шалксбург († сл. 3 април 1305)
- Луитгард фон Айхелберг († сл. 30 март 1356), омъжена за граф Бруно II фон Кирхберг († сл. 1356)

Агнес фон Хелфеншайн се омъжва втори път за Валтер фон Урбах († сл. 1273).